# Exocentrus seriatus
Exocentrus seriatus là một loài bọ cánh cứng trong họ Cerambycidae.